# Primera Ronda Eliminatoria a la Eurocopa Sub-17 2009
La Primera Ronda Eiminatoria a la Eurocopa Sub-17 2009 contó con la participación de 52 selecciones infantiles de Europa que disputaron 28 cupos para la Ronda Élite a la Eurocopa Sub-17 2009.

## Resultados
Los países que aparecen en cursiva fueron la sede de cada grupo.

### Grupo 1
| País              | J | G | E | P | GF | GC | GD  | Pts |
| ----------------- | - | - | - | - | -- | -- | --- | --- |
| Austria           | 3 | 3 | 0 | 0 | 14 | 0  | 14  | 9   |
| Bélgica           | 3 | 2 | 0 | 1 | 7  | 4  | 3   | 6   |
| Irlanda del Norte | 3 | 1 | 0 | 2 | 1  | 3  | -2  | 3   |
| Liechtenstein     | 3 | 0 | 0 | 3 | 2  | 17 | -15 | 0   |

| 18 de septiembre de 2008 | Irlanda del Norte | 1 – 0   | Liechtenstein | Sportpark Eschen-Mauren, Eschen       |                                       |
|                          | Duffy 73' (pen.)  | Reporte |               | Árbitro(s): Ignasi Villamayor Rozados | Árbitro(s): Ignasi Villamayor Rozados |

| 18 de septiembre de 2008 | Bélgica | 0 – 2   | Austria                    | Rheinpark Stadion, Vaduz  |                           |
|                          |         | Reporte | 9' Knasmüllner · 26' Alaba | Árbitro(s): Libor Kovařík | Árbitro(s): Libor Kovařík |

| 20 de septiembre de 2008 | Irlanda del Norte | 0 – 1   | Austria         | Sportpark Eschen-Mauren, Eschen |                             |
|                          |                   | Reporte | 13' Knasmüllner | Árbitro(s): Genadij Sidenco     | Árbitro(s): Genadij Sidenco |

| 20 de septiembre de 2008 | Liechtenstein  | 2 – 5   | Bélgica                                               | Rheinpark Stadion, Vaduz               |                                        |
|                          | Wieser 20' 44' | Reporte | 16' Luckermans · 32' 42' 45' Lambreghts · 66' Vermijl | Árbitro(s): AIgnasi Villamayor Rozados | Árbitro(s): AIgnasi Villamayor Rozados |

| 23 de septiembre de 2008 | Bélgica                   | 2 – 0   | Irlanda del Norte | Sportpark Eschen-Mauren, Eschen |                             |
|                          | Lambreghts 41' · Maes 77' | Reporte |                   | Árbitro(s): Genadij Sidenco     | Árbitro(s): Genadij Sidenco |

| 23 de septiembre de 2008 | Austria                                                                                              | 11 – 0  | Liechtenstein | Rheinpark Stadion, Vaduz  |                           |
|                          | Prosenik 19' 42' 49' 58' · Aschauer 37' 40' 51' · Offenbacher 64' · Kerschbaumer 67' · Grafl 68' 77' | Reporte |               | Árbitro(s): Libor Kovařík | Árbitro(s): Libor Kovařík |

### Grupo 2
| País      | J | G | E | P | GF | GC | GD | Pts |
| --------- | - | - | - | - | -- | -- | -- | --- |
| Dinamarca | 3 | 3 | 0 | 0 | 10 | 2  | 8  | 9   |
| Rumania   | 3 | 2 | 0 | 1 | 7  | 4  | 3  | 6   |
| Israel    | 3 | 1 | 0 | 2 | 5  | 7  | -2 | 3   |
| Lituania  | 3 | 0 | 0 | 3 | 2  | 11 | -9 | 0   |

| 21 de septiembre de 2008 | Rumania | 0 – 3   | Dinamarca                                      | Municipal, Rishon Le-Zion |                           |
|                          |         | Reporte | 17' Jensen · 23' (pen.) Boilesen · 61' Eriksen | Árbitro(s): Radek Příhoda | Árbitro(s): Radek Příhoda |

| 21 de septiembre de 2008 | Israel                            | 3 – 1   | Lituania        | Ness Ziona Stadium, Ness Ziona |                            |
|                          | Degu 55' · Adwi 66' · Shafhsa 74' | Reporte | 62' Juozapaitis | Árbitro(s): Lasha Silagava     | Árbitro(s): Lasha Silagava |

| 23 de septiembre de 2008 | Rumania                                       | 5 – 0   | Lituania | Municipal, Rishon Le-Zion |                           |
|                          | Walleth 16' 54' · Andrei 32' 79' · Benzar 77' | Reporte |          | Árbitro(s): Hüseyin Göçek | Árbitro(s): Hüseyin Göçek |

| 23 de septiembre de 2008 | Dinamarca                                             | 4 – 1   | Israel      | Ness Ziona Stadium, Ness Ziona |                            |
|                          | Gundelach 34' · Norouzi 39' · Jensen 62' · Larsen 64' | Reporte | 80+2' Polak | Árbitro(s): Lasha Silagava     | Árbitro(s): Lasha Silagava |

| 26 de septiembre de 2008 | Israel             | 1 – 2   | Rumania                 | Ness Ziona Stadium, Ness Ziona |                           |
|                          | Lagrisi 78' (pen.) | Reporte | 18' Andrei · 39' Benzar | Árbitro(s): Radek Příhoda      | Árbitro(s): Radek Příhoda |

| 26 de septiembre de 2008 | Lituania        | 1 – 3   | Dinamarca                              | Municipal, Rishon Le-Zion |                           |
|                          | Juozapaitis 35' | Reporte | 67' 80+2' Ditmer Hvilsom · 69' Eriksen | Árbitro(s): Hüseyin Göçek | Árbitro(s): Hüseyin Göçek |

### Grupo 3
| País                 | J | G | E | P | GF | GC | GD | Pts |
| -------------------- | - | - | - | - | -- | -- | -- | --- |
| República Checa      | 3 | 2 | 1 | 0 | 5  | 3  | 2  | 7   |
| Hungría              | 3 | 1 | 2 | 0 | 3  | 2  | 1  | 5   |
| Georgia              | 3 | 1 | 1 | 1 | 5  | 5  | 0  | 4   |
| Bosnia y Herzegovina | 3 | 0 | 0 | 3 | 1  | 4  | -3 | 0   |

| 22 de septiembre de 2008 | República Checa        | 2 – 1   | Bosnia y Herzegovina | Stadion Bük, Bük          |                           |
|                          | Mikula 2' · Kadlec 16' | Reporte | 44' Grahovac         | Árbitro(s): Tero Nieminen | Árbitro(s): Tero Nieminen |

| 22 de septiembre de 2008 | Hungría         | 2 – 2   | Georgia            | Stadion Rohonci Út, Szombathely |                           |
|                          | Angyal 52' (66) | Reporte | 15' 53' Sheqiladze | Árbitro(s): Libor Kovařík       | Árbitro(s): Libor Kovařík |

| 24 de septiembre de 2008 | República Checa                     | 3 – 2   | Georgia                       | Stadion Bük, Bük          |                           |
|                          | Mikula 42' · Dvořák 64' · Vydra 80' | Reporte | 9' Sheqiladze · 62' Chanturia | Árbitro(s): Angel Angelov | Árbitro(s): Angel Angelov |

| 24 de septiembre de 2008 | Bosnia y Herzegovina | 0 – 1   | Hungría       | Stadion Rohonci Út, Szombathely      |                                      |
|                          |                      | Reporte | 80+2' Ponczok | Árbitro(s): Dumitru Aurelian Bogaciu | Árbitro(s): Dumitru Aurelian Bogaciu |

| 27 de septiembre de 2008 | Hungría | 0 – 0   | República Checa | Stadion Rohonci Út, Szombathely |                           |
|                          |         | Reporte |                 | Árbitro(s): Tero Nieminen       | Árbitro(s): Tero Nieminen |

| 27 de septiembre de 2008 | Georgia        | 1 – 0   | Bosnia y Herzegovina | Stadion Bük, Bük                     |                                      |
|                          | Dzalamidze 16' | Reporte |                      | Árbitro(s): Dumitru Aurelian Bogaciu | Árbitro(s): Dumitru Aurelian Bogaciu |

### Grupo 4
| País        | J | G | E | P | GF | GC | GD | Pts |
| ----------- | - | - | - | - | -- | -- | -- | --- |
| Portugal    | 3 | 3 | 0 | 0 | 10 | 3  | 7  | 9   |
| Gales       | 3 | 1 | 0 | 2 | 6  | 7  | -1 | 3   |
| Kazajistán  | 3 | 1 | 0 | 2 | 3  | 4  | -1 | 3   |
| Islas Feroe | 3 | 1 | 0 | 2 | 4  | 9  | -5 | 3   |

| 15 de septiembre de 2008 | Gales                                        | 4 – 1   | Islas Feroe | Centro Desportivo CF Fão, Fão |                              |
|                          | Dawkin 37' · Chamberlain 59' · Bodin 65' 69' | Reporte | Samson 43'  | Árbitro(s): Richard Liesveld  | Árbitro(s): Richard Liesveld |

| 15 de septiembre de 2008 | Portugal                 | 2 – 0   | Kazajistán | Estádio Municipal da Coutada, Arcos de Valdevez |                               |
|                          | Carvalho 25' · Pinto 75' | Reporte |            | Árbitro(s): Anastassios Kakos                   | Árbitro(s): Anastassios Kakos |

| 17 de septiembre de 2008 | Gales | 0 – 2   | Kazajistán                         | Estádio Dr. José Matos Stadium, Viana do Castelo |                               |
|                          |       | Reporte | Ayaganov 34' · Yevgeniy 75' (pen.) | Árbitro(s): Pavle Radovanović                    | Árbitro(s): Pavle Radovanović |

| 17 de septiembre de 2008 | Islas Feroe         | 1 – 4   | Portugal                                                | Estádio Cidade de Barcelos, Barcelos |                              |
|                          | Petersen 72' (pen.) | Reporte | Carvalho 19' · Pinto 25' · Marques 49' · dos Santos 66' | Árbitro(s): Richard Liesveld         | Árbitro(s): Richard Liesveld |

| 20 de agosto de 2008 | Portugal                                              | 4 – 2   | Gales                                  | Estádio Dr. José Matos, Viana do Castelo |                               |
|                      | Amorim 26' · Seródio 29' · de Barros 61' · Beirão 69' | Reporte | Ribeiro 31' (a.g.) · Chamberlain 80+2' | Árbitro(s): Anastassios Kakos            | Árbitro(s): Anastassios Kakos |

| 20 de agosto de 2008 | Kazajistán       | 1 – 2   | Islas Feroe               | Centro Desportivo CF Fão, Fão |                               |
|                      | Arutyunyan 80+2' | Reporte | Sørensen 19' · Nolsoe 79' | Árbitro(s): Pavle Radovanović | Árbitro(s): Pavle Radovanović |

### Grupo 5
| País       | J | G | E | P | GF | GC | GD  | Pts |
| ---------- | - | - | - | - | -- | -- | --- | --- |
| Grecia     | 3 | 2 | 1 | 0 | 5  | 0  | 5   | 7   |
| Luxemburgo | 3 | 1 | 2 | 0 | 4  | 2  | 2   | 5   |
| Irlanda    | 3 | 1 | 1 | 1 | 6  | 3  | 3   | 4   |
| Andorra    | 3 | 0 | 0 | 3 | 2  | 12 | -10 | 0   |

| 26 de septiembre de 2008 | Grecia                                                   | 4 – 0    | Andorra | Schieren Stadion, Schieren     |                                |
|                          | Karelis 2' 66' · Stamogiannos 79' · Pereira 80+2' (a.g.) | [Reporte |         | Árbitro(s): Dragomir Stanković | Árbitro(s): Dragomir Stanković |

| 26 de septiembre de 2008 | Irlanda    | 1 – 1   | Luxemburgo  | Young Boys Diekirch Stadion, Diekirch |                              |
|                          | Rafter 19' | Reporte | Laterza 78' | Árbitro(s): Hubert Siejewicz          | Árbitro(s): Hubert Siejewicz |

| 28 de septiembre de 2008 | Grecia | 0 – 0            | Luxemburgo | Stade rue Henri Dunant, Luxembourg City |                              |
|                          |        | [Report Reporte] |            | Árbitro(s): Hubert Siejewicz            | Árbitro(s): Hubert Siejewicz |

| 28 de septiembre de 2008 | Andorra    | 1 – 5   | Irlanda                                                | Young Boys Diekirch Stadion, Diekirch |                               |
|                          | Llanes 42' | Reporte | Hendrick 37' 58' 64' (pen.) · Joyce 62' · Connolly 72' | Árbitro(s): Gediminas Mazeika         | Árbitro(s): Gediminas Mazeika |

| 1 de octubre de 2008 | Irlanda | 0 – 1   | Grecia         | Stade rue Henri Dunant, Luxembourg City |                               |
|                      |         | Reporte | Tachmazidis 4' | Árbitro(s): Gediminas Mazeika           | Árbitro(s): Gediminas Mazeika |

| 1 de octubre de 2008 | Luxemburgo                    | 3 – 1   | Andorra     | Schieren Stadion, Schieren   |                              |
|                      | Correia 20' 35' · Deville 51' | Reporte | Pereira 49' | Árbitro(s): Hubert Siejewicz | Árbitro(s): Hubert Siejewicz |

### Grupo 6
| País     | J | G | E | P | GF | GC | GD  | Pts |
| -------- | - | - | - | - | -- | -- | --- | --- |
| Croacia  | 3 | 3 | 0 | 0 | 6  | 1  | 5   | 9   |
| Serbia   | 3 | 2 | 0 | 1 | 8  | 2  | 6   | 6   |
| Suecia   | 3 | 1 | 0 | 2 | 4  | 4  | 0   | 3   |
| Moldavia | 3 | 0 | 0 | 3 | 1  | 12 | -11 | 0   |

| 20 de octubre de 2008 | Croacia    | 1 – 0   | Suecia | Veli Jozc, Porec         |                          |
|                       | Mlinar 49' | Reporte |        | Árbitro(s): Sandor Szabo | Árbitro(s): Sandor Szabo |

| 20 de octubre de 2008 | Serbia                                                | 5 – 0   | Moldavia | Laco, Novigrad                |                               |
|                       | Lukić 3' · Trujić 30' · Šušnjar 34' 53' · Vučinić 63' | Reporte |          | Árbitro(s): Arman Amirkhanyan | Árbitro(s): Arman Amirkhanyan |

| 22 de octubre de 2008 | Croacia                           | 3 – 0   | Moldavia | Gradski, Umag                 |                               |
|                       | Livaja 7' · Jakoli 24' · Plum 44' | Reporte |          | Árbitro(s): Arman Amirkhanyan | Árbitro(s): Arman Amirkhanyan |

| 22 de octubre de 2008 | Suecia | 0 – 2   | Serbia                              | Veli Jozc, Porec       |                        |
|                       |        | Reporte | Šušnjar 30' · Lindberg 80+2' (a.g.) | Árbitro(s): Alan Black | Árbitro(s): Alan Black |

| 25 de octubre de 2008 | Serbia      | 1 – 2   | Croacia              | Laco, Novigrad           |                          |
|                       | Đuričić 50' | Reporte | Plum 76' · Mišić 79' | Árbitro(s): Sandor Szabo | Árbitro(s): Sandor Szabo |

| 25 de octubre de 2008 | Moldavia  | 1 – 4   | Suecia                                              | Gradski, Umag          |                        |
|                       | Curos 47' | Reporte | Bärkroth 5' · Frick 23' · Maripuu 29' · Nilsson 75' | Árbitro(s): Alan Black | Árbitro(s): Alan Black |

### Grupo 7
| País     | J | G | E | P | GF | GC | GD | Pts |
| -------- | - | - | - | - | -- | -- | -- | --- |
| Noruega  | 3 | 1 | 2 | 0 | 4  | 0  | 4  | 5   |
| Suiza    | 3 | 1 | 2 | 0 | 2  | 1  | 1  | 5   |
| Ucrania  | 3 | 1 | 1 | 1 | 2  | 5  | -3 | 4   |
| Islandia | 3 | 0 | 1 | 2 | 2  | 4  | -2 | 1   |

| 24 de septiembre de 2008 | Suiza                            | 2 – 1   | Islandia    | Akranesvöllur, Akranes    |                           |
|                          | Santabarbara 24' · Gonçalves 35' | Reporte | Kričkić 53' | Árbitro(s): Mihaly Fabian | Árbitro(s): Mihaly Fabian |

| 24 de septiembre de 2008 | Ucrania | 0 – 4   | Noruega                                                | Grindavíkurvöllur, Grindavík |                             |
|                          |         | Reporte | Bakenga 31' · Hopen 45' · Ordets 59' (a.g.) · Røed 69' | Árbitro(s): Andrejs Sipailo  | Árbitro(s): Andrejs Sipailo |

| 26 de septiembre de 2008 | Suiza | 0 – 0   | Noruega | Fjölnisvöllur, Reykjavík  |                           |
|                          |       | Reporte |         | Árbitro(s): Mihaly Fabian | Árbitro(s): Mihaly Fabian |

| 26 de septiembre de 2008 | Islandia    | 1 – 2   | Ucrania                           | KR-völlur, Reykjavík  |                       |
|                          | Elisson 15' | Reporte | Guðjonsson 21' (a.g.) · Noiok 64' | Árbitro(s): Matej Jug | Árbitro(s): Matej Jug |

| 29 de septiembre de 2008 | Ucrania | 0 – 0   | Suiza | Grindavíkurvöllur, Grindavík |                             |
|                          |         | Reporte |       | Árbitro(s): Andrejs Sipailo  | Árbitro(s): Andrejs Sipailo |

| 29 de septiembre de 2008 | Noruega | 0 – 0   | Islandia | Vodafonevöllrinn, Reykjavík |                       |
|                          |         | Reporte |          | Árbitro(s): Matej Jug       | Árbitro(s): Matej Jug |

### Grupo 8
| País       | J | G | E | P | GF | GC | GD | Pts |
| ---------- | - | - | - | - | -- | -- | -- | --- |
| Polonia    | 3 | 3 | 0 | 0 | 4  | 0  | 4  | 9   |
| Azerbaiyán | 3 | 1 | 1 | 1 | 5  | 5  | 0  | 4   |
| Bulgaria   | 3 | 1 | 0 | 2 | 3  | 5  | -2 | 3   |
| Montenegro | 3 | 0 | 1 | 2 | 3  | 5  | -2 | 1   |

| 22 de septiembre de 2008 | Polonia     | 1 – 0   | Montenegro | Public stadium, Toruń        |                              |
|                          | Jonczyk 54' | Reporte |            | Árbitro(s): Leontios Trattou | Árbitro(s): Leontios Trattou |

| 22 de septiembre de 2008 | Azerbaiyán                        | 3 – 1   | Bulgaria    | GKS Olimpia, Grudziądz          |                                 |
|                          | Kurbanov 42' 62' · Abdullayev 59' | Reporte | Goranov 80' | Árbitro(s): Lars Christoffersen | Árbitro(s): Lars Christoffersen |

| 24 de septiembre de 2008 | Azerbaiyán                 | 2 – 2   | Montenegro                    | Urban Stadium, Szubin    |                          |
|                          | Guliyev 14' · Kurbanov 62' | Reporte | Karadžić 19' · Gardašević 25' | Árbitro(s): Pavel Olsiak | Árbitro(s): Pavel Olsiak |

| 24 de septiembre de 2008 | Bulgaria | 0 – 1   | Polonia  | GKS Olimpia, Grudziądz       |                              |
|                          |          | Reporte | Efir 16' | Árbitro(s): Leontios Trattou | Árbitro(s): Leontios Trattou |

| 27 de septiembre de 2008 | Polonia                 | 2 – 0   | Azerbaiyán | Urban Stadium, Szubin           |                                 |
|                          | Krzak 23' · Jonczyk 75' | Reporte |            | Árbitro(s): Lars Christoffersen | Árbitro(s): Lars Christoffersen |

| 27 de septiembre de 2008 | Montenegro   | 1 – 2   | Bulgaria                         | Public stadium, Toruń    |                          |
|                          | Karadžić 47' | Reporte | Blagov 2' (pen.) · Kapitanov 41' | Árbitro(s): Pavel Olsiak | Árbitro(s): Pavel Olsiak |

### Grupo 9
| País         | J | G | E | P | GF | GC | GD | Pts |
| ------------ | - | - | - | - | -- | -- | -- | --- |
| Países Bajos | 3 | 2 | 1 | 0 | 8  | 2  | 6  | 7   |
| Italia       | 3 | 2 | 0 | 1 | 6  | 6  | 0  | 6   |
| Letonia      | 3 | 1 | 0 | 2 | 3  | 6  | -3 | 3   |
| Chipre       | 3 | 0 | 1 | 2 | 0  | 3  | -3 | 1   |

| 23 de octubre de 2008 | Italia                                          | 3 – 1   | Letonia     | Comunale, Aci Sant'Antonio      |                                 |
|                       | Libertazzi 30' · de Vitis 69' · El Shaarawi 78' | Reporte | Blagijs 63' | Árbitro(s): Dimitar Meckarovski | Árbitro(s): Dimitar Meckarovski |

| 23 de octubre de 2008 | Países Bajos | 0 – 0   | Chipre | Comunale, Trecastagni |                       |
|                       |              | Reporte |        | Árbitro(s): Vejlgaard | Árbitro(s): Vejlgaard |

| 25 de octubre de 2008 | Países Bajos                              | 3 – 0   | Letonia | Comunale, Aci Santo Antonio |                       |
|                       | Janga 2' · Özyakup 6' (pen.) · Isoufi 20' | Reporte |         | Árbitro(s): Vejlgaard       | Árbitro(s): Vejlgaard |

| 25 de octubre de 2008 | Chipre | 0 – 1   | Italia           | Comunale, Trecastagni     |                           |
|                       |        | Reporte | Dell'Agnello 62' | Árbitro(s): Carlos Xistra | Árbitro(s): Carlos Xistra |

| 28 de octubre de 2008 | Italia                         | 2 – 5   | Países Bajos                                                   |                           |                           |
|                       | Fossati 78' · Libertazzi 80+3' | Reporte | Özyakup 15' (pen.) · Isoufi 58' 65' · Velder 61' · Janssen 77' | Árbitro(s): Carlos Xistra | Árbitro(s): Carlos Xistra |

| 28 de octubre de 2008 | Letonia            | 2 – 0   | Chipre | Centro Pol. Commerciale, Zafferana |                                 |
|                       | Karasausks 42' 59' | Reporte |        | Árbitro(s): Dimitar Meckarovski    | Árbitro(s): Dimitar Meckarovski |

### Grupo 10
| País                | J | G | E | P | GF | GC | GD  | Pts |
| ------------------- | - | - | - | - | -- | -- | --- | --- |
| Finlandia           | 3 | 3 | 0 | 0 | 8  | 2  | 6   | 9   |
| Bielorrusia         | 3 | 1 | 1 | 1 | 8  | 2  | 6   | 4   |
| Macedonia del Norte | 3 | 0 | 2 | 1 | 4  | 5  | -1  | 2   |
| Albania             | 3 | 0 | 1 | 2 | 3  | 14 | -11 | 1   |

| 23 de septiembre de 2008 | Finlandia                       | 4 – 0   | Albania | Hyvinkää Sportspark, Hyvinkaa |                            |
|                          | Ahonen 31' 46' · Böling 36' 55' | Reporte |         | Árbitro(s): Pol van Boekel    | Árbitro(s): Pol van Boekel |

| 23 de septiembre de 2008 | Bielorrusia | 0 – 0   | Macedonia del Norte | Riihimäki, Riihimäki      |                           |
|                          |             | Reporte |                     | Árbitro(s): Petur Reinert | Árbitro(s): Petur Reinert |

| 25 de septiembre de 2008 | Finlandia                        | 2 – 1   | Macedonia del Norte | Hyvinkää Sportspark, Hyvinkaa |                           |
|                          | Laitinen 14' (pen.) · Böling 74' | Reporte | Micevski 22'        | Árbitro(s): Petur Reinert     | Árbitro(s): Petur Reinert |

| 25 de septiembre de 2008 | Albania | 0 – 7   | Bielorrusia                                                                           | Riihimäki, Riihimäki          |                               |
|                          |         | Reporte | Shatalau 26' · Buloychyk 28' 36' · Makarau 43' · Kruk 46' · Yakhno 48' · Aliseiko 62' | Árbitro(s): Stanislav Todorov | Árbitro(s): Stanislav Todorov |

| 28 de septiembre de 2008 | Bielorrusia | 1 – 2   | Finlandia               | Riihimäki, Riihimäki          |                               |
|                          | Pukhov 11'  | Reporte | Böling 8' · Mombilo 42' | Árbitro(s): Stanislav Todorov | Árbitro(s): Stanislav Todorov |

| 28 de septiembre de 2008 | Macedonia                                    | 3– 3    | Albania                                    | Hyvinkää Sportspark, Hyvinkaa |                            |
|                          | Ristovski 66' · Zhuta 75' · Ibragimovski 75' | Reporte | Kuči 10' (pen.) · Hasani 15' · Shitini 26' | Árbitro(s): Pol van Boekel    | Árbitro(s): Pol van Boekel |

### Grupo 11
| País       | J | G | E | P | GF | GC | GD | Pts |
| ---------- | - | - | - | - | -- | -- | -- | --- |
| Francia    | 3 | 2 | 1 | 0 | 7  | 3  | 4  | 7   |
| Escocia    | 3 | 2 | 0 | 1 | 8  | 4  | 4  | 6   |
| Eslovaquia | 3 | 1 | 1 | 1 | 5  | 4  | 1  | 4   |
| San Marino | 3 | 0 | 0 | 3 | 0  | 9  | -9 | 0   |

| 26 de septiembre de 2008 | Escocia                              | 3 – 0   | San Marino | Stade du Hameau, Pau,     |                           |
|                          | Jack 37' · Dick 39' · Keatings 45+1' | Reporte |            | Árbitro(s): Fariz Yusifov | Árbitro(s): Fariz Yusifov |

| 226-9-2008 | Francia  | 1 – 1 | Eslovaquia | Stade du Hameau, Pau,       |                             |
|            | Abeid 3' |       | Svarka 45' | Árbitro(s): Ninoslav Spasić | Árbitro(s): Ninoslav Spasić |

| 28 de septiembre de 2008 | Francia                      | 3 – 0          | San Marino | Saint Pée, Oloron-Sainte-Marie |                           |
|                          | Saadi 33' 57' · Nlundulu 56' | Report Reporte |            | Árbitro(s): Fariz Yusifov      | Árbitro(s): Fariz Yusifov |

| 28 de septiembre de 2008 | Eslovaquia   | 1 – 3   | Escocia                |                                  |                                  |
|                          | Lalkovic 77' | Reporte | Jack 7' · Dick 11' 67' | Árbitro(s): Dimitrios Kalopoulos | Árbitro(s): Dimitrios Kalopoulos |

| 1 de octubre de 2008 | Escocia                        | 2 – 3   | Francia | Stade du Hameau, Pau             |                                  |
|                      | Dick 36' · McRobbie 61' (pen.) | Reporte |         | Árbitro(s): Dimitrios Kalopoulos | Árbitro(s): Dimitrios Kalopoulos |

| 1 de octubre de 2008 | San Marino | 0 – 3   | Eslovaquia                            | Municipal de Bordes, Bordes |                             |
|                      |            | Reporte | Horvath 31' · Lalkovic 57' · Dano 69' | Árbitro(s): Ninoslav Spasić | Árbitro(s): Ninoslav Spasić |

### Grupo 12
| País      | J | G | E | P | GF | GC | GD | Pts |
| --------- | - | - | - | - | -- | -- | -- | --- |
| Turquía   | 3 | 2 | 1 | 0 | 9  | 6  | 3  | 7   |
| Eslovenia | 3 | 2 | 0 | 1 | 5  | 4  | 1  | 6   |
| Rusia     | 3 | 1 | 1 | 1 | 5  | 4  | 1  | 4   |
| Malta     | 3 | 0 | 0 | 3 | 0  | 5  | -5 | 0   |

| 25 de septiembre de 2008 | Turquía                                   | 4 – 3   | Eslovenia                   | Akhtyrka, Akhtyrka,      |                          |
|                          | Çağıran 5' · Demir 40+1' 76' · Arslan 60' | Reporte | Medvěd 25' · Vučkić 69' 78' | Árbitro(s): David McKeon | Árbitro(s): David McKeon |

| 25 de septiembre de 2008 | Rusia                          | 2 – 0   | Malta | Giant, Krymsk         |                       |
|                          | Ivannikov 27' · Kuzmichyov 57' | Reporte |       | Árbitro(s): Jan Jílek | Árbitro(s): Jan Jílek |

| 27 de septiembre de 2008 | Turquía       | 2 – 0   | Malta | Giant, Krymsk                       |                                     |
|                          | Demir 56' 77' | Reporte |       | Árbitro(s): Sergey Gorokhovodatskiy | Árbitro(s): Sergey Gorokhovodatskiy |

| 27 de septiembre de 2008 | Eslovenia  | 1 – 0   | Rusia | Centralnyi, Novorossyisk |                       |
|                          | Vučkić 18' | Reporte |       | Árbitro(s): Jan Jílek    | Árbitro(s): Jan Jílek |

| 30 de septiembre de 2008 | Rusia                                         | 3 – 3   | Turquía                   | Centralnyi, Novorossyisk |                          |
|                          | Nurov 18' · Yemelyanov 73' · Kuzmichyov 80+3' | Reporte | Demir 20' 54' · Gülle 44' | Árbitro(s): David McKeon | Árbitro(s): David McKeon |

| 30 de septiembre de 2008 | Malta | 0 – 1   | Eslovenia       | Akhtyrka, Akhtyrka,                 |                                     |
|                          |       | Reporte | Ljubijankić 65' | Árbitro(s): Sergey Gorokhovodatskiy | Árbitro(s): Sergey Gorokhovodatskiy |

### Grupo 13
| País       | J | G | E | P | GF | GC | GD  | Pts |
| ---------- | - | - | - | - | -- | -- | --- | --- |
| España     | 3 | 2 | 1 | 0 | 9  | 1  | 8   | 7   |
| Inglaterra | 3 | 1 | 2 | 0 | 8  | 1  | 7   | 5   |
| Estonia    | 3 | 1 | 0 | 2 | 1  | 13 | -12 | 3   |
| Armenia    | 3 | 0 | 1 | 2 | 0  | 3  | -3  | 1   |

| 22 de octubre de 2008 | España                                                    | 6 – 0   | Estonia | Campos Los Quartos, La Orotava |                                |
|                       | Borja 2' · Sarabia 7' · Álex 9' · Isco 15' 29' · Amat 22' | Reporte |         | Árbitro(s): Jérôme Efong Nzolo | Árbitro(s): Jérôme Efong Nzolo |

| 22 de octubre de 2008 | Inglaterra | 0 – 0   | Armenia | Campos Los Quartos, La Orotava |                        |
|                       |            | Reporte |         | Árbitro(s): Marco Borg         | Árbitro(s): Marco Borg |

| 24 de octubre de 2008 | Inglaterra                                                                                           | 7 – 0   | Estonia |                             |                             |
|                       | Parkes 18' · Baxter 35' · Shelvey 48' · Freeman 50' · Tam 62' (a.g.) · Knott 63' · Tunnicliffe 90+1' | Reporte |         | Árbitro(s): Victor Shvetsov | Árbitro(s): Victor Shvetsov |

| 24 de octubre de 2008 | Armenia | 0 – 2   | España                  | Campos Los Quartos, La Orotava |                        |
|                       |         | Reporte | 47' Sarabia · 57' Borja | Árbitro(s): Marco Borg         | Árbitro(s): Marco Borg |

| 27 de octubre de 2008 | España            | 1 – 1   | Inglaterra          | Campos Los Quartos, La Orotava |                                |
|                       | Fryers 79' (a.g.) | Reporte | 11' (a.g.) Blázquez | Árbitro(s): Jérôme Efong Nzolo | Árbitro(s): Jérôme Efong Nzolo |

| 27 de octubre de 2008 | Estonia   | 1 – 0   | Armenia | Olímpico de la Longuera, Los Realejos |                             |
|                       | Anier 33' | Reporte |         | Árbitro(s): Victor Shvetsov           | Árbitro(s): Victor Shvetsov |